# Antonio Lamberto Rusconi
Antonio Lamberto Rusconi (né le 19 juin 1743 à Cento et mort le 1er août 1825  à Imola) est un cardinal italien du XIXe siècle.

## Biographie
Rusconi exerce des fonctions au sein de la Curie romaine, notamment auprès de la Rote romaine et dans l'administration des postes et l'urbanisme. Le pape Pie VII le crée cardinal lors du consistoire du 8 mars 1816. Il est élu évêque d'Imola en 1816 et est légat apostolique en Romagne. Rusconi participe au conclave de 1823, lors duquel Léon XII est élu pape.